# Бобров, Александр Филиппович
Алекса́ндр Фили́ппович Бобро́в (род. 19 января 1961 года) — российский политик, депутат Тамбовской городской думы IV и V созывов, вице-мэр города Тамбова (2008—2010), глава администрации города Тамбова (2010—2015), член президиума регионального политического совета партии «Единая Россия» На данный момент является последним главой администрации города Тамбова, так как в 2015 году данная должность была упразднена..

## Биография
Александр Бобров родился 19 января 1961 года в селе Кобяки Кирсановского района Тамбовской области. После окончания средней школы поступил в Кирсановский совхоз-техникум, по специальности техника-механика сельхозмашин.
После окончании техникума в 1980 году проходил службы в вооруженных силах в пограничных войсках. В марте 1983 года в составе ограниченного контингента советских войск проходил службу в Афганистане. В этот период ему приходилось участвовать в боевых операциях и рейдах по тылам противника. За успешное выполнение боевых задач был награждён знаком отличия «Воинская доблесть». До конца 80-х годов прошлого века продолжил службу в рядах вооруженных сил СССР.
В конце 80-х годов Бобров уволился из рядов вооруженных сил и вернулся в Тамбовскую область. Получил высшее образование, после чего начал трудовую деятельность в сфере ЖКХ. Первым местом работы стало жилищно-эксплуатационное управление (ЖЭУ) № 3 Ленинского района Тамбова. Затем он занимал посты заместителя начальника управления жилищного-коммунального хозяйства города Тамбова, заведующего отделом ЖКХ Ленинского района, заместителя главы администрации Октябрьского района города Тамбова по жилищно-коммунальному хозяйству. На этих должностях приобрел существенный управленческий опыт.
C 1998 года Бобров привлечен для работы в аппарате администрации города Тамбова. С июля 2003 года Бобров возглавляет дочернее общество национальной холдинговой компании «Российские коммунальные системы» — «Тамбовские коммунальные системы». С 2008 года вступил в должность вице-мэра Тамбова. Как первый вице-мэр города Бобров курировал вопросы обеспечения деятельности городского хозяйства: благоустройство и санитарное состояние города, работу городского транспорта, жилищно-коммунальное хозяйство.
С 15 октября 2010 года назначен исполняющим обязанности главы администрации города Тамбова. В должности главы администрации города Бобров проработал до 2015, после чего покинул пост в связи с окончанием полномочий.
Бобров женат, имеет двоих сыновей.

## Профессиональная и политическая деятельность
Профессиональная деятельность Боброва долгое время была связана со сферой ЖКХ. Первоначально работал в жилищно-эксплуатационном управлении (ЖЭУ) № 3 Ленинского района Тамбова. Затем его карьера продолжилась в должности заместителя начальника управления жилищного-коммунального хозяйства города Тамбова, далее заведующего отделом ЖКХ Ленинского района, заместителя главы администрации Октябрьского района города Тамбова по жилищно-коммунальному хозяйству.
С 1998 года Бобров работает непосредственно в рамках аппарата администрации Тамбова, где продолжает заниматься сферой ЖКХ. В частности, в 2003 году он возглавил «Тамбовские коммунальные системы».
В должности вице-мэра Тамбова курирует такие проекты, как «Городское водоснабжение» и «Городское теплоснабжение», под реализацию которых кредиты выделил Международный банк реконструкции и развития. Объектом пристального внимания первого вице-мэра были также вопросы благоустройства, озеленения и санитарного состояния города. В этот период Тамбов получает II место на Всероссийском конкурсе «Самый благоустроенный город России»..
В этот период также было завершено строительство таких архитектурных ансамблей Тамбова, как Православный храм на Полынковском кладбище, современный спортивный зал в школе № 13, пристройка к больнице скорой медицинской помощи. Был создан парк Победы, с постоянно действующей экспозицией военной техники.
Как политический деятель Бобров начал свою карьеру как депутат Тамбовской городской Думы IV и V созывов. В ноябре 2010 года вступил в партию «Единая Россия». Член президиума Регионального политического совета партии «Единая Россия», Член Местного политического совета Тамбовского городского местного отделения Партии.